# Кантаджіро
Кантаджіро (італ. Cantagiro) — щорічний італійський літній пересувний пісенний фестиваль.
Назва походить від двох італійських слів: cantare — укр. співати та giro — укр. подорож; а також коло; обертання; черга у грі тощо.
Провадиться з 1962 року. 
Популярність конкурсу протягом літ була неоднорідною: від великого успіху до майже зникнення цікавості, що спричиняло павзи у декілька років.
У Кантаджіро брали участь такі виконавці як Адріано Челентано, Джанні Моранді, Ріккі е Повері, Амедео Мінґі, Джуні Руссо; як ведучий — Пупо.

## Історія

### Перший період: 1962—1974

Боббі Соло на Кантаджіро 1967

Ідея Кантаджіро належить італійському телевізійному діячу та ((імпресаріо)) Ецьйо Радаеллі, який був господарем та організатором фестивалю з 1962 до 1972 рр..
Перший сезон відбувся у 1962. Його проводили відомий телеведучий Нуччо Коста (Nuccio Costa) та актриса Дані Парі (Dany París).
За зразок для конкурсу була взята модель щорічної багатоденної велогонки Джиро д'Італія. Він складався з пісенного каравану, що подорожував Італією з багатьма співаками, які змагались між собою. Судило їх народне журі, обране з публіки різних міст. Кожен вечір оголошувався переможець етапу, а на фінальній зупинці(у Ф'юджі) проголошувався остаточний переможець конкурсу.
Фінал розгортався у трьох вечорах, з прямою телевізійною трансляцією заключного вечора на каналі Rai 1. 
Виконавці та відповідні пісні поділялись на секції: Girone A (Велике коло A) - для відомих артистів, Girone B (Велике коло B) - le "нові пісенні пропозиції" та Girone C (Велике коло C), введена у 1966 та 1967, для музичних гуртів.
З настанням нового десятиріччя та зниженням цікавості до змагання, з сезону 1974 його організація зупиняється. 
Останні два сезони, які називались Cantagiro show, успіху не мали.
Однією з Заслуг Кантаджіро є спроба вивести пісню з класичних місць прослуховування, нехай за відсутності засобів комунікації з великою масою людей, приблизити її до народу через прямий контакт на вулицях, майданах та стадіонах.

### Другий період: 1977—1981
У 1977 поновлюється сезоном у мінорному тоні, у якому, поміж іншими, беруть участь  Джуні Руссо з Mai, Джульєтта Сакко з Dicitincelle (написана Альберто Шотті), Джанкарло Д'Аурйа з Tu dormi dolce amore та Ніно Мін'єрі з Vai via con lui.
В успішному сезоні, організованому патроном Фестивальбару Вітторіо Сальветті, поміж іншими відомими іменами, зустрічаються Ріно ґаетано з E cantava le canzoni, Gepy & Gepy з Chi...io, Піно Кручітті з III B', Juli & Julie з Rondine, Даніела Даволі con Mia та Тоні Сантаґата з Ai lavate punk.
Після паузи у 1979, відбувається Cantagiro 1980, який проводився телеведучим Даніеле Пйомбі та транслювався телебаченням.
Між учасниками є Анна Окса, з Controllo totale, та Маріо Розіні, вдвох з братом Джанні.
Через слабкий успіх сезонів 1981 (з Джанні Панаріелло поміж учасників з піснею Per chi piangere) та 1982, конкурс знову призупиняється.

### Третій період: 1990—1993
У 1990 була зроблена спроба повернуть конкурс.. Протягом чотирьох сезонів він транслювався на Rai 2, але успіх був незіставний з таким шістдесятих, і після сезону 1993 Кантаджіро знову закривається.

### Четвертий період: з 2005
У 2005 конкурс змінює господаря, переходячи до рук Енцо Де Карло, промоутера, який купивши марку, повертає конкурс на площі Італії, пропонує нову музику та просуває перспективних артистів. 
Сезон того року закінчується перемогою гурту Nts+ у Кампьоне-д'Італія.
Влітку  2006, омитий дощем, фестиваль став лише містком для молодих талантів, які чергувались з відомими виконавцями на сцені у Ночера-Інферіоре.
У 2007 Кантаджіро пристає до Амантеа, яка бачить перемогу бразильського співака Джексона Джаста (Jackson Just).
У 2008 здійснюється справжній тур, завдяки внеску фірми Margot Produzioni та акторам-режисерам Джонні Трівіані (Jonny Triviani) та Джулії Карлі Де Карла (Giulia Carla De Carlo), які посприяли модернізації подорожі, об'єднавши Кантаджіро з літературою (з Iris & Micheal - Una storia scritta a quattro mani (Історія написана у чотири руки), де кожен розділ має звукову доріжку), - і передусім з кіно (з двома фільмами La guerra dei corti та Eden).
У сезоні ((2008)) численні молоді виконавці виступають на різних етапах подорожі: (Санремо, Катандзаро-Лідо, Кастельветрано, Белларія-Іджеа-Марина, Дуевілле, Пешина, Ментана) щоб досягти фіналу у Ф'юджі, де журі, під головуванням журналіста, музичного критика та радіоведучого Даріо Сальваторі, оголосило перемогу незвичайного вокального гурту Yavanna у секції "Inediti" (Непубліковані) та схвильованої Каті Мічелі (Katya Miceli) у секції "Cover", в той час як премія "Cioè" (Тобто) була присуджена неймовірним  Sismica.

## Albo d'oro - Золотий альбом

### Кантаджіро
- 1962:
  - Girone A -  Адріано Челентано - Stai lontana da me
  - Girone B -  Донателла Моретті - L'abbraccio
- 1963:
  - Girone A - Пеппіно ді Капрі - Non ti credo
  - Girone B - Мікеле - Se mi vuoi lasciare
- 1964:
  - Girone A - Джанні Моранді - In ginocchio da te
  - Girone B - Паоло Моска - La voglia dell'estate
- 1965:
  - Girone A - Ріта Павоне - Lui
  - Girone B - Маріоліно Барберіс - Il duca della luna
- 1966:
  - Girone A - Джанні Моранді  - Notte di ferragosto
  - Girone B - Маріоліно Барберіс  - Spiaggia d'argento
  - Girone C - Equipe 84  - Io ho in mente te
- 1967:
  - Girone A - -
  - Girone B - Массімо Раньєрі - Pietà per chi ti ama
  - Girone C - The Motowns - Prendi la chitarra e vai
- 1968:
  - Girone A - Катеріна Каселлі - Il volto della vita
  - Girone B - Showmen - Un'ora sola ti vorrei
- 1969:
  - Girone A - Массімо Раньєрі - Rose rosse
  - Girone B - Роззано - Ti voglio tanto bene
- 1970:
  - Girone A - Non c'è classifica
  - Girone B - Паоло Менголі - Mi piaci da morire
- 1971:
- 1972:
  - Girone A - -
  - Girone B - FM2 - Chérie chérie
  - Girone C - Gens - Per chi
- 1978:
  - Limousine - Camminerò solo
- 1980:
  - Алекс Даміані - Cambierò cambierai

### Новий Кантаджіро
- 1990
  - Big: Амедео Мінгі - La vita mia
  - Молодий: Франко Фазано - Il cielo è sempre lì
- 1991
  - Big: squadra composta da Паола Турчі - Dove andranno mai i bambini come noi, Il filo di Arianna, Stringimi stringiamoci, e Tazenda - Disamparados, Nanneddu
  - Facciata A: Франческа Алотта - Chiamata urgente
  - Перші аплодисменти: Джузеппе Клементе - ...e camminare
- 1992
  - Big: Алеандро Бальді - Il sole
  - Молодий: Cliò - Non siamo angeli
- 1993
  - Відомі: -
  - Молоді: Бракко Ді Грачі - Guardia o ladro

### Кантаджіро - Сезон Де Карло
- 2005
  - Nts+ - Adamo
- 2006
- 2007
  - Jackson Just - Cerca l'amore
- 2008
  - Непубліковані: Yavanna - Che spettacolo!!!
  - Cover: Катя Мічелі - Je t'aime
- 2009
  - Непубліковані: Nausicaa - Un altro giorno
  - Cover: Мікелле Перера - I'm telling you I'm not going
  - Кіномузика: Джанлука Буреста - Vivere due volte
- 2010
  - Непубліковані: Доменіка Варнасса - Caruggiu du Bertu
  - Cover: Giulia D. - Summertime
  - Original Band: Art Studio - Il cielo intorno a me
  - Відеокліп: Серена Станцані -  Dire sempre o dire mai ..

## Книги про Кантаджіро
- Una bomba al Cantagiro (Бомба на Кантаджіро)- роман М. Амато, Piemme, 2007 ISBN 9788838438998
- Il lato A della vita   (Сторона А життя) - роман Г. Педеріалі, Aragno, 2001 ISBN 8884190479
- Evviva il decimo villaggio (Хай живе десяте село)- есе О. Пальяри, 1975